# E. C. Matthews
Elbert Clark "E. C." Matthews (Detroit, Míchigan, 3 de octubre de 1995) es un baloncestista estadounidense. Con 1,96 metros de estatura, juega en la posición de escolta y puede desempeñar también la posición de alero. 

## Trayectoria deportiva

### Universidad
Jugó cinco temporadas con los Rams de la Universidad de Rhode Island, aunque la tercera de ellas la pasó prácticamente en blanco tras lesionarse la rodilla derecha en el primer partido de la temporada. En su carrera universitaria en la Division I de la NCAA promedió 14,8 puntos, 4,3 rebotes y 1,8 asistencias por partido. En su primera temporada fue elegido rookie del año de la Atlantic 10 Conference, siendo incluido posteriormente en dos ocasiones en el tercer mejor quinteto de la conferencia y en 2015 en el segundo.

### Profesional
Tras no ser elegido en el Draft de la NBA de 2018, disputó las Ligas de Verano de la NBA con los Memphis Grizzlies, promediando 1,3 puntos en los tres partidos en los que jugó.
En julio de 2018 firmó su primer contrato profesional con el Kouvot Kouvola de la Korisliiga finesa. Allí jugó en la temporada 2018/19, en la que promedió 11,0 puntos y 2,7 rebotes por encuentro.
En el mes de octubre de 2019 fue elegido en la decimosexta posición del Draft de la NBA G League por los Erie BayHawks. En la temporada 2019/20 jugó quince partidos, promediando 3,7 puntos y 1,3 rebotes, hasta que fue despedido en enero de 2020. Seguidamente firma con los Raptors 905, siendo cortado el 16 del mismo mes tras aparecer en tres partidos.
El 18 de junio de 2020 firmó por el União Desportiva Oliveirense de la LPB portuguesa. Completó la temporada 2020/21 promediando 15.3 puntos y 3.2 rebotes en 26 partidos.
El 3 de agosto de 2021 firma con las Abejas de León de la Liga Nacional de Baloncesto Profesional de México para posteriormente fichar con el UMF Grindavik de la liga islandesa, donde promedió 21 puntos, 4.5 rebotes y 2.7 asistencias. En el mes de mayo se incorpora al Petro de Luanda, club angoleño en el que finaliza la temporada participando en tres encuentros.
En verano de 2022 participa en The Basketball Tournament, un torneo eliminatorio abierto dotado con un premio de un millón de dólares en el que participan jugadores de la NBA retirados y en activo, disputando dos encuentros con el equipo Blue Collar.